# Glenmor
Glenmor, nombre artístico de Milig ar Skañv, en francés, Émile Le Scanff (Maël-Carhaix, 25 de junio de 1931 - Quimperlé, 18 de junio de 1996), fue un compositor, poeta y cantautor bretón, activamente involucrado en la defensa de la identidad bretona.

## Discografía
- GLENMOR single
- Quatre Chansons en Breton single Ed. Sked
- GLENMOR single Ed. Kornog
- KATTELL dit GLENMOR : Poèmes album Ed. Ternel
- KATTELL dit GLENMOR : Poèmes album Ed. Ternel
- GLENMOR A LA MUTUALITE album Ed. Ternel
- Cinq Chansons en Breton single Ed. Barclay
- Les Temps de la Colère single Ed. Barclay
- CET AMOUR-LA album Ed. Barclay
- HOMMAGE A MORVAN LEBESQUE album
- VIVRE album Ed. Le Chant du Monde LDX 74481
- PRINCES ENTENDEZ BIEN album Ed. Le Chant du Monde LDX 74503
- OUVREZ LES PORTES DE LA NUIT album Ed. le Chant du Monde
- E DIBENN MIZ GWENGOLO album Ed. Le Chant du Monde
- TOUS CES VINGT ANS DEJA... album Ed. Le Chant du Monde
- La Coupe et la Mémoire album Ed. Ar Folk
- TRISTAN CORBIERE : Le Paria dit par Glenmor album Ed. Ar Folk
- Si tu ne chantais pas pour eux à quoi bon demeurer album Ed. Stern Ha Lugern
- Après la Fleur le Fruit sous la Rose l'Épine album Ed. Escalibur
- EN BRETAGNE, NOCES ET FEST-NOZ album Ed. Barclay
- LES PRINCIPALES OEUVRES CD Prod. Ar Folk, Escalibur, Coop Breizh
- AN DISTRO "Et voici bien ma Terre..." CD Ed. Coop Breizh
- AN DISTRO "Ouvrez les Portes de la Nuits" CD Ed. Coop Breizh
- AN DISTRO "Apocaplypse" CD Ed. Coop Breizh
- HOMMAGE A GLENMOR CD Coop Breizh CD KAD 01 (2000)

## Escritos
- Livre des Chansons (Mutualité 67), ed. Kelenn, 1969, 2ª ed. Stern ha Lugern, 1979
- Livre des Chansons, tome II (Bobino 73), ed. Ternel
- Sables et Dunes, ed. Ternel, 1971
- La Septième Mort, ed. Ternel, 1974, 2ª ed. Libres Halliers, 1982
- Le Sang nomade, ed. Ternel, 1975
- Les emblaves et la moisson, ed. Stern ha Lugern, 1977
- Retraites paysannes, con la tipografía y grabados en madera por Claude Huart, ed. Ternel, 1977
- L'Homme du dernier jour, La Gacilly, ed. Artus, 1992
- Les Derniers Feux de la Vallée, Spézet, ed. Coop Breizh, 1995
- La Sanguine, Spézet, ed. Coop Breizh, 1996
- La Férule, Spézet, ed. Coop Breizh, 1997
- Xavier Grall in memoriam, Babel, 2000
- Kan ha diskan, Correspondances Grall-Glenmor, Spézet, Coop Breizh, 2007

## Honores
- Calle Lanester
- En 1998, Alan Stivell consagra una canción a la memoria de Glenmor en su álbum 1 Douar: Kenavo Glenmor ("Au revoir Glenmor").
- Estatua de su efigie erigida el 27 de junio de 1998[1] en el parc du Thabor, Rennes.
- En 2001, la ciudad de Carhaix nombra Espace Glenmor su nueva sala de espectáculos.
- Cada año, el escenario principal del Festival de Vieilles Charrues de Carhaix porta su nombre.
- Glenmor an Distro es la asociación de amigos de Glenmor. Su director es Hervé Le Borgne.
- La municipalidad de Landerneau puso su nombre a una sala de la Maison de la Musique.
- La municipalidad de Rostrenen decide tras la muerte de Glenmor dedicar una plaza cerca de la casa parroquial a su nombre.
- En 2009, Clarisse Lavanant grabó un disco dedicado a canciones del bardo "Glenmor Mémoire Vivante" recompensada por la Academia Charles Cros & Trad Magazine. El segundo volumen "Je te souviens Glenmor" fue lanzado en 2011 y la tercera está en marcha.